# Cindy Williams
Cynthia Jane "Cindy" Williams (Los Angeles,  22 de agosto de 1947 – Los Angeles, 25 de janeiro de 2023) foi uma atriz norte-americana, mais conhecida por ter interpretado Shirley Feeney, uma das protagonistas da série de comédia Laverne & Shirley.

## Biografia
Williams é filha de John e Lillie Williams. Graduou-se pela Birmingham High School onde foi colega de Michael Milken e da também atriz Sally Field.
Cursou a faculdado no Los Angeles City College e iniciou a carreira no começo dos anos 1970. Participou de vários comerciais e fez figurações em alguns programas televisivos.
No começo da carreira desempenhou importantes papéis em filmes como Travels with My Aunt, de George Cukor (1972); American Graffiti, de George Lucas, onde interpretou a noiva de Ron Howard (1973), e The Conversation, de Francis Ford Coppola (1974). Mais tarde participou das audições para o projeto de Lucas, Star Wars, mas o papel da Princesa Leia ficou com Carrie Fisher.
Williams alcançou a fama ao protagonizar, de 1976 até 1982,  "Shirley Feeney" na sitcom Laverne & Shirley. Deixou o programa ao ficar grávida de seu primeiro filho. Mais tarde participou de outra série cômica, Getting By. Figurou como convidada em um dos episódios da série 8 Simple Rules.
Foi produtora executiva do filme de Steve Martin Father of the Bride, e da sua sequência. Na Broadway estreou no musical The Drowsy Chaperone, no papel de "Mrs. Tottendale", em 11 de dezembro de 2007, sucedendo a JoAnne Worley no papel, previamente interpretado por Georgia Engel.
Foi casada com Bill Hudson, do trío musical Hudson Brothers, de 1981 até o divorcio, em 2000. Tiveram dois filhos: Emily Hudson (nascida em 1983) e Zachary Hudson (nascido em 1986). Ela e sua família residem em Los Angeles.

### Filmografia
Os filmes em que atuou foram:
- Gas-s-s-s (1971)
- Drive, He Said (1971)
- Beware! The Blob (1972)
- Travels with My Aunt (1972)
- The Killing Kind (1973)
- American Graffiti (1973)
- The Conversation (1974)
- Mr. Ricco (1975)
- The First Nudie Musical (1976)
- More American Graffiti (1979)
- Sois belle et tais-toi (1981) (documentário)
- The Creature Wasn't Nice (1983)
- UFOria (1985)
- Big Man on Campus (1989)
- Rude Awakening (1989)
- Bingo (1991)
- Meet Wally Sparks (1997)
- The Biggest Fan (2002)
- The Legend of William Tell (2006)
- The Last Guy on Earth (2007)

## Papeis na televisão
- The Funny Side (1971) (cancelada após 3 meses)
- The Migrants (1974)
- Laverne & Shirley (desde 1976-1982)
- Laverne and Shirley in the Army (1981-1982) (voz)
- Mork & Mindy/Laverne & Shirley/Fonz Hour (1982-1983) (voz)
- When Dreams Come True (1985)
- Help Wanted: Kids (1986)
- The Leftovers (1986)
- Save the Dog! (1988)
- Tricks of the Trade (1988)
- Just Like Family (1989) (cancelada após algumas semanas)
- Perry Mason: The Case of the Poisoned Pen (1990)
- Normal Life (1990) (cancelada após 13 episódios)
- Steel Magnolias (1990) (piloto)
- Menu for Murder (1990)
- Earth Angel (1991)
- Getting By (1993-1994)
- Escape from Terror: The Teresa Stamper Story (1994)
- The Stepford Husbands (1996)
- Strip Mall (2000-2001)
- Laverne & Shirley Together Again (2002)
- Drive (2007)
- Sam & Cat (2013)

## Morte
Após uma breve doença, ela morreu em Los Angeles em 25 de janeiro de 2023, aos 75 anos.